# Javier Mejías
Javier Mejías Leal, född 30 september 1983 i Madrid, är en professionell tävlingscyklist från Spanien. Han tävlar för det spanska UCI ProTour-stallet Fuji-Servetto. Mejías började sin professionella karriär 2006 med samma stall, som då hette Saunier Duval-Prodir. 
Han tog sin första professionella seger när han vann etapp 1 av Vuelta Chihuahua Internacional under säsongen 2007.

## Karriär
Han slutade tvåa på etapp 4 av Vuelta a Toledo 2003 bakom Carlos Zarate, som senare blev Mejías stallkamrat i Saunier Suval mellan 2006 och 2007.
Under säsongen 2005 slutade han trea på etapp 1 av Vuelta Ciclista a Valladolid, en dag senare slutade han etapp 2 på andra plats och det ledde till att Javier Mejías slutade tvåa i slutställningen av tävlingen bakom mexikanen Ignacio Sarabia. I april samma år slutade han tvåa på Clasica Ciudad Torredonjimeno innan han senare samma månad vann etapp 1 och 4 av Vuelta Ciclista Internacional a Extremadura. Javier Mejías slutade tvåa på Prueba Santa Cruz i början av maj och fortsatte sedan till Bidasoa Itzulia, där han vann den andra etappen framför Carlos Abellan och Eladio Sánchez. Han vann också den fjärde etappen av Bidasoa Itzulia framför José Joaquin Rojas Gil och Ismael Esteban. I slutet av säsongen vann han etapp 1 av Vuelta al Goierri.
Han blev professionell 2006. Under säsongen 2007 fick han bland annat köra sin första Grand Tour under året när han deltog i Vuelta a España och slutade på 50:e plats i tävlingen. Under säsongen vann han etapp 1 av Vuelta Chihuahua Internacional framför Filipe Duarte Cardoso Sousa och Tomasz Marczyński. Javier Mejías slutade också trea på etapp 4 av samma tävling bakom Daniel Moreno och Moises Aldape.
Under säsongen 2009 slutade Javier Mejías på åttonde plats på etapp 3 av Vuelta Castilla y León.

## Meriter
2007
1:a, etapp 1, Vuelta Chihuahua Internacional

## Stall
- 2006 Saunier Duval-Prodir (stagiaire)
- 2007- Saunier Duval-Prodir / Fuji-Servetto